# Myotis sodalis
Chauve-souris de l'Indiana
Espèce
Répartition géographique
Statut de conservation UICN

 NT  : Quasi menacé
Myotis sodalis, communément appelé la Chauve-souris de l'Indiana, est une espèce de chauves-souris de la famille des Vespertilionidae. Cette espèce, de taille moyenne et souvent de couleur grise ou marron, est souvent confondue avec la Petite chauve-souris brune. On la trouve principalement aux États-Unis dans les États de l'est, du Midwest et du sud.

## Description
La Chauve-souris de l'Indiana mesure de 4 à 5 cm et pèse moins de 10 g. Elle est difficilement reconnaissable par rapport à d'autres espèces notamment par rapport à la Petite chauve-souris brune (Myotis lucifugus). La taille de ses pattes et la longueur de ses poils permettent toutefois de différencier l'espèce des autres. L'espérance de vie est comprise entre 5 et 9 ans mais certaines ont atteint l'âge de 14 ans. La fourrure varie du noir au brun noisette avec quelques pointes de gris clair et ses lèvres sont roses. L'espèce se nourrit d'insectes durant la nuit. Chaque colonie abrite des milliers d'individus. Chaque colonie consomme ainsi des milliers d'insectes toutes les nuits.

## Répartition et habitat
L'espèce est présente dans l'Est des États-Unis durant l'été. Par contre en hiver, les individus se rassemblent dans un nombre limité de grottes alors qu'en été elles n'ont pas besoin de grottes. En hiver, elles ont en effet besoin d'une température basse et stable pour pouvoir hiberner.
Sa zone d'extension est en partie la même que celle de la Chauve-souris grise (Myotis grisescens) qui est également une espèce menacée.

## Reproduction
La chauve-souris femelle donne naissance à une seule chauve-souris chaque été. Les jeunes commencent à voler un mois après la naissance. Ils passent la fin de l'été et l'automne à accumuler des graisses pour passer l'hiver. C'est également en automne que les chauves-souris se reproduisent mais le sperme du mâle est stocké dans la femelle jusqu'au printemps lorsque les chauves-souris arrêtent d'hiberner pour regagner leurs abris d'été et ce n'est qu'à ce moment que la gestation débute. En été, les colonies sont constituées d'une centaine d'individus.

## Classification
Cette espèce a été décrite en 1928 par Gerrit Smith Miller, Jr et Glover Morrill Allen. L'épithète spécifique « sodalis » signifie camarade, compagnon, collègue, c'est-à-dire qui partage certaines occupations ou habitudes, notamment avec la Petite chauve-souris brune (Myotis lucifugus).
Elle est classée dans le genre Myotis, à « oreilles de souris », dans les Vespertilionidae, la seconde plus grande famille de mammifères après celle des Muridés. 

## Conservation de l'espèce
C'est une espèce en danger selon l'UICN. Elle fait partie de la liste des espèces menacées depuis le 11 mars 1967.
La population a chuté de 50 % depuis 1975. Selon un recensement datant de 1985, la population était estimée à 244 000. 23 % de cette population hibernait dans les grottes de l'Indiana. La menace provient des activités humaines, de l'utilisation de pesticides contre les insectes mais aussi de maladie, en particulier le syndrome du nez blanc.

### Bases de référence
- (en) Mammal Species of the World (3e  éd., 2005) :  Myotis sodalis   Miller and Allen, 1928
- (en) Catalogue of Life : Myotis sodalis Miller & G. M. Allen, 1928 (consulté le 17 décembre 2020)
- (en) Paleobiology Database : Myotis sodalis  Miller and Allen 1928
- (fr + en) ITIS : Myotis sodalis  Miller & Allen, 1928
- (en) Animal Diversity Web : Myotis sodalis
- (en) NCBI : Myotis sodalis (taxons inclus)
- (en) UICN : espèce Myotis sodalis (Miller & Allen, 1928 (consulté le 26 mai 2015)

### Autres liens externes
- (en) Indiana Department of Natural Resources, Division of Fish and Wildlife: Indiana Bats
- (en) Ohio Department of Natural Resources Life History Notes: Indiana Bat Myotis sodalis
- (en) U.S. Fish and Wildlife Service: Indiana Bat, Myotis sodalis
- (en) National Wildlife Federation: Indiana Bat
- (en) Species Profile: Indiana Bat U.S. Fish & Wildlife Service
- (en) U.S. Fish & Wildlife Service: Indiana bat images